# 佐々木正明
佐々木 正明（ささき まさあき、1971年〈昭和46年〉 - ）は、日本のジャーナリスト。元産経新聞社会部編集委員。2021年より大和大学社会学部教授。実弟は元警察官で犯罪評論家の佐々木成三。

## 略歴・人物
岩手県一関市生まれ、大阪外国語大学（現・大阪大学外国語学部）卒業。1996年（平成8年）産業経済新聞社に入社。神戸総局、横浜総局、産経新聞大阪本社社会部などを経てロシアのモスクワ大学留学。2007年より産経新聞東京本社外信部。モスクワ支局長、ブラジルのリオデジャネイロ支局長などを経て産経新聞社会部編集委員を担当。2021年より大和大学社会学部教授。

## 著書
- 『シー・シェパードの正体』（扶桑社新書、2010年6月）
- 『恐怖の環境テロリスト』（新潮新書、2012年3月）
- 『「動物の権利」運動の正体』（PHP新書、2022年5月）